# Olympische Winterspiele 1960/Teilnehmer (Japan)
| Gelbes Symbol für Goldmedaillen mit stilisierten Olympischen Ringen | Graues Symbol für Silbermedaillen mit stilisierten Olympischen Ringen | Braundes Symbol für Bronzemedaillen mit stilisierten Olympischen Ringen |
| ------------------------------------------------------------------- | --------------------------------------------------------------------- | ----------------------------------------------------------------------- |
| —                                                                   | —                                                                     | —                                                                       |

Japan nahm an den VIII. Olympischen Winterspielen 1960 im US-amerikanischen Squaw Valley Ski Resort mit einer Delegation von 41 Athleten in sieben Disziplinen teil, davon 36 Männer und 5 Frauen. Ein Medaillengewinn gelang keinem der Athleten.
Fahnenträger bei der Eröffnungsfeier war die Eiskunstläuferin Junko Ueno.

## Teilnehmer nach Sportarten

### Eishockey
Männer
| - Shikashi Akazawa - Shinichi Honma - Toshiei Honma - Hidenori Inatsu - Atsuo Irie - Yuji Iwaoka - Takashi Kakihara - Yoshihiro Miyazaki - Masao Murano | - Isao Ono - Akiyoshi Segawa - Shigeru Shimada - Kunito Takagi - Mamoru Takashima - Masami Tanabu - Shōichi Tomita - Toshihiko Yamada |

- 8. Platz

### Eiskunstlauf
Männer
- Nobuo Satō
14. Platz (1206,8)

Frauen
- Miwa Fukuhara
21. Platz (1134,7)

- Junko Ueno
17. Platz (1176,5)

### Eisschnelllauf
Männer
- Yoshitaki Hori
500 m: 16. Platz (41,8 s)
1500 m: 29. Platz (2:21,7 min)

- Takeo Mizoo
500 m: 36. Platz (43,7 s)
1500 m: 33. Platz (2:22,6 min)
5000 m: 23. Platz (8:28,7 min)
10.000 m: 25. Platz (17:42,0 min)

- Fumio Nagakubo
500 m: 9. Platz (41,1 s)
1500 m: 21. Platz (2:18,7 min)

- Shinkichi Takemura
500 m: 43. Platz (45,9 s)

- Shūji Kobayashi
1500 m: 34. Platz (2:23,0 min)
5000 m: 24. Platz (8:29,8 min)
10.000 m: 21. Platz (17:20,8 min)

Frauen
- Fumie Hama
500 m: 8. Platz (47,4 s)
1000 m: 7. Platz (1:36,1 min)
1500 m: 10. Platz (2:33,3 min)

- Hatsue Takamizawa
500 m: 5. Platz (46,6 s)
1000 m: 5. Platz (1:35,8 min)
1500 m: 19. Platz (2:43,7 min)
3000 m: 4. Platz (5:21,4 min)

- Yoshiko Takano
500 m: 19. Platz (50,3 s)
1000 m: 16. Platz (1:39,9 min)
1500 m: 12. Platz (2:34,0 min)
3000 m: 10. Platz (5:30,9 min)

### Nordische Kombination
- Yōsuke Etō
Einzel (Normalschanze / 15 km): 15. Platz (429,984)

- Takashi Matsui
Einzel (Normalschanze / 15 km): Langlaufrennen nicht beendet

- Akemi Taniguchi
Einzel (Normalschanze / 15 km): 24. Platz (409,226)

- Rikio Yoshida
Einzel (Normalschanze / 15 km): Langlaufrennen nicht beendet

### Ski Alpin
Männer
- Chiharu Igaya
Abfahrt: 34. Platz (2:25,0 min)
Riesenslalom: 23. Platz (1:55,8 min)
Slalom: 12. Platz (2:20,2 min)

- Masayoshi Mitani
Abfahrt: 53. Platz (2:31,3 min)
Riesenslalom: 33. Platz (2:05,6 min)
Slalom: disqualifiziert

- Osamu Tada
Abfahrt: 46. Platz (2:28,5 min)
Riesenslalom: 35. Platz (2:06,5 min)
Slalom: 26. Platz (2:44,0 min)

- Takashi Takeda
Riesenslalom: 44. Platz (2:13,4 min)
Slalom: 33. Platz (2:56,0 min)

### Skilanglauf
Männer
- Eiji Kurita
15 km: 45. Platz (58:57,0 min)
30 km: 39. Platz (2:11:25,8 h)
50 km: 27. Platz (3:38:40,6 h)
4 × 10 km Staffel: 10. Platz (2:36:44,9 h)

- Takashi Matsuhashi
15 km: 40. Platz (57:49,1 min)
30 km: 35. Platz (2:06:25,5 h)
4 × 10 km Staffel: 10. Platz (2:36:44,9 h)

- Kazuo Satō
15 km: 30. Platz (56:15,0 min)
30 km: 37. Platz (2:07:07,2 h)
50 km: Rennen nicht beendet
4 × 10 km Staffel: 10. Platz (2:36:44,9 h)

- Akemi Taniguchi
4 × 10 km Staffel: 10. Platz (2:36:44,9 h)

### Skispringen
- Yōsuke Etō
Normalschanze: 25. Platz (197,7)

- Sadao Kikuchi
Normalschanze: 15. Platz (206,2)

- Takashi Matsui
Normalschanze: 30. Platz (189,6)

- Kōichi Satō
Normalschanze: 22. Platz (200,3)